# 菅田町 (横浜市)
菅田町（すげたちょう）は、神奈川県横浜市神奈川区の町名。住居表示は未実施で、丁目は設けられていない。面積3.081km²も区内最大で、神奈川区の面積23.586km²の約13%を占める。

## 地理
神奈川区北西部に東西にやや長い町域を持ち、南出戸・出戸谷・赤坂谷・赤坂・日向根・仲田・西出戸・東出戸・富士下・東長谷・向長谷・廻三戸・向日向根・台町・西長谷・本長谷・小池谷・池ノ向・根廻・宮向・池谷・池上・芦原・利倉・富士塚・的場・西前田・山王台・道慶谷上・熊ノ堂・松葉・合戸ケ谷・道慶谷・十三塚・深保・稲荷山・東前田・堀上・猿渡・石井谷・川向・南長ケ谷の小字がある。
北から時計周りに港北区小机町、港北区鳥山町、神奈川区三枚町、神奈川区片倉、神奈川区羽沢町、保土ケ谷区上菅田町、緑区鴨居町、緑区東本郷に隣接する。南東方に、三枚町に接して東海道新幹線・環状2号の両側に二つの飛地がある。町の東部を南北に第三京浜道路が横断し、南東を幹線道路の環状2号（およびその地下に相鉄新横浜線）がかすめる。環状2号の菅田入口交差点から町を東西に縦断し、鴨居方面に菅田道路が通る。町の西部の都市再生機構西菅田団地をはじめとする住宅地であるとともに、菅田町から羽沢町にかけては都市近郊農業地帯であり、横浜野菜のキャベツの一大産地となっている。

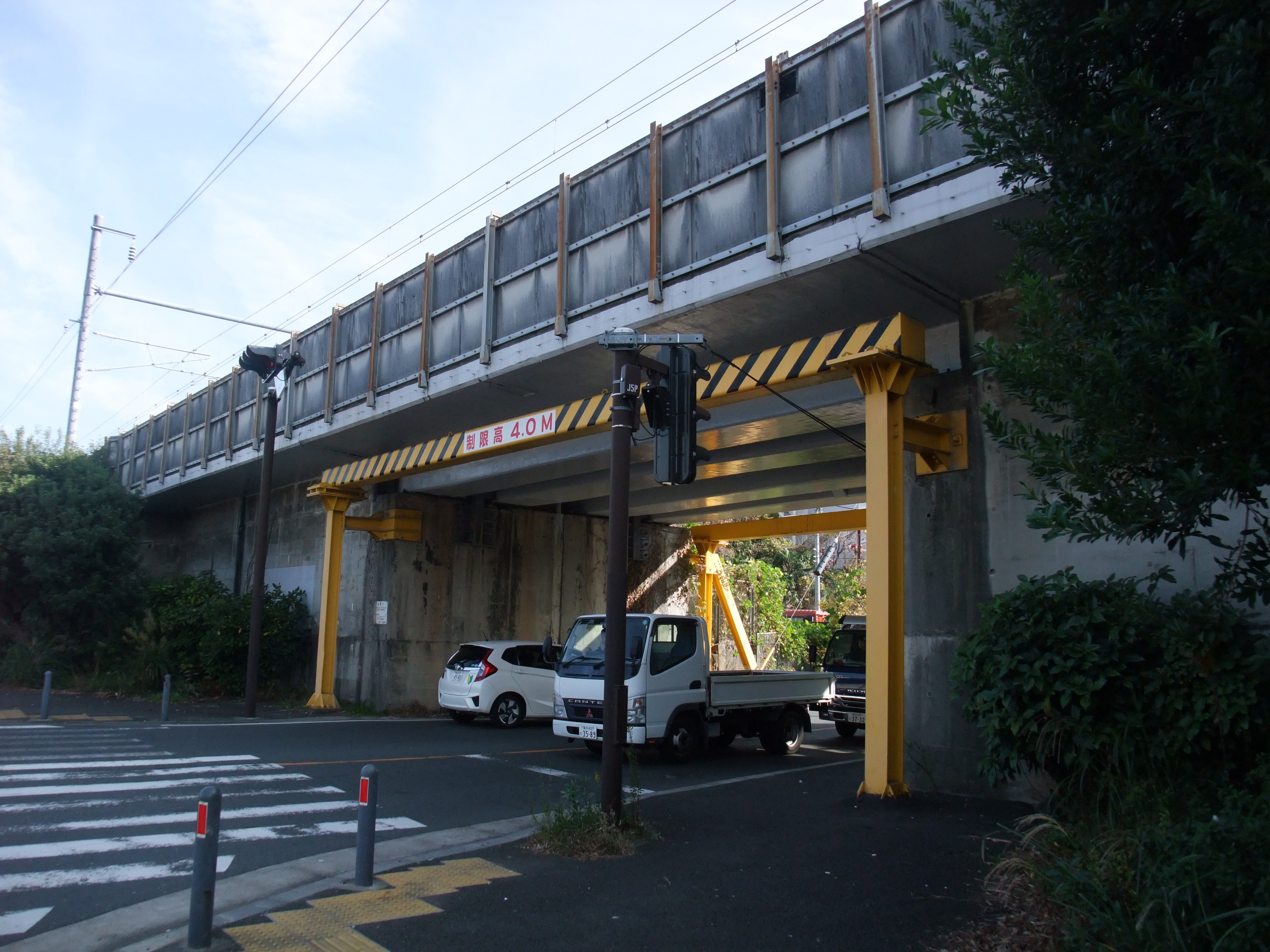
菅田入口交差点、上は東海道新幹線。

町内は鉄道空白域であり、公共交通機関での移動は路線バスが主である。横浜市営バスにより新横浜駅方面、片倉町駅・六角橋・東白楽・東神奈川駅・横浜駅西口方面、鴨居駅・中山駅方面など、相鉄バスにより横浜駅西口－西菅田団地－小机駅－新横浜駅の路線が運行されている。
町内には横浜市立菅田の丘小学校と菅田中学校がある（通学区域は#学区を参照）。新幹線東側の飛地には神奈川県立城郷高等学校のグラウンドがかかっている。

### 地価
住宅地の地価は、2025年（令和7年）1月1日の公示地価によれば、菅田町字赤坂236番58の地点で18万円/m²となっている。

## 歴史
江戸期から1889年（明治22年）までの、橘樹郡下菅田村に概ね相当する。『元禄郷帳』によると703石余り、『天保郷帳』『旧高旧領』ではいずれも497石余りと記録が残る。『新編武蔵風土記稿』によると、「江戸から八里、東西30町・南北16町、家屋105軒。天水場で町内には小山が多い。三枚橋村を通じて鴨居村へ通じる飯田道が通る。古くは小机村のうちで、小机城落城ののち原野となる。都筑郡菅田村の民により開発され、元の菅田村を上、当地を下とした」旨が伝えられる。『横浜市史』では、上菅田村と下菅田村が一続きの地域であっても成りたちは異なり、当地は小机村や鳥山村からの開墾地であると記している。1889年4月1日、町村制の施行により下菅田村と小机村、鳥山村、岸根村、羽沢村、三枚橋村、片倉村、神大寺村、六角橋村が合併して小机村が発足。下菅田は小机村の大字となる。1902年に、小机村は村名を城郷村に改めた。1927年4月に城郷村が横浜市に編入され、城郷村大字下菅田は横浜市菅田町となる。同年10月には区制施行により、神奈川区の一部となった。1970年（昭和45年）6月16日に土地区画整理事業に伴い、一部が緑区東本郷町に編入され、1977年（昭和52年）10月28日に緑区東本郷町と境界変更が行われている。1983年（昭和58年）4月20日に土地改良事業に伴い、羽沢町との境界を変更し、1985年（昭和60年）7月22日、緑区鴨居地区の住居表示実施に伴い、一部が鴨居三丁目に編入され、1988年（昭和63年）7月25日、緑区東本郷地区の住居表示実施に伴い、一部が東本郷三丁目に編入されている。1996年（平成8年）3月18日に港北区小机町との境界を変更した。2000年（平成12年）8月16日に土地改良事業に伴い、鴨居町との境界を変更した。
地名研究によると、菅田の地名は「砂丘のある場所」「洲の上の田」を意味すると考えられている。

## 世帯数と人口
2025年（令和7年）6月30日現在（横浜市発表）の世帯数と人口は以下の通りである。
| 町丁   | 世帯数    | 人口     |
| ------ | --------- | -------- |
| 菅田町 | 8,257世帯 | 15,937人 |

### 人口の変遷
国勢調査による人口の推移。
| 年                 | 人口   |
| ------------------ | ------ |
| 1995年（平成7年）  | 17,494 |
| 2000年（平成12年） | 16,907 |
| 2005年（平成17年） | 16,784 |
| 2010年（平成22年） | 17,464 |
| 2015年（平成27年） | 16,687 |
| 2020年（令和2年）  | 16,480 |

### 世帯数の変遷
国勢調査による世帯数の推移。
| 年                 | 世帯数 |
| ------------------ | ------ |
| 1995年（平成7年）  | 6,007  |
| 2000年（平成12年） | 6,187  |
| 2005年（平成17年） | 6,424  |
| 2010年（平成22年） | 6,809  |
| 2015年（平成27年） | 6,697  |
| 2020年（令和2年）  | 7,056  |

## 経済

### 地主
菅田町の地主は、鈴木篤次がいた。

### 事業所
2021年（令和3年）現在の経済センサス調査による事業所数と従業員数は以下の通りである。
| 町丁   | 事業所数  | 従業員数 |
| ------ | --------- | -------- |
| 菅田町 | 330事業所 | 4,651人  |

#### 事業者数の変遷
経済センサスによる事業所数の推移。
| 年                 | 事業者数 |
| ------------------ | -------- |
| 2016年（平成28年） | 307      |
| 2021年（令和3年）  | 330      |

#### 従業員数の変遷
経済センサスによる従業員数の推移。
| 年                 | 従業員数 |
| ------------------ | -------- |
| 2016年（平成28年） | 4,473    |
| 2021年（令和3年）  | 4,651    |

## 学区
市立小・中学校に通う場合、学区は以下の通りとなる（2024年11月時点）。
| 番・番地等 | 小学校                 | 中学校               |
| --- | ---------------------- | -------------------- |
| 1〜348番地、 388〜398番地、401〜407番地 409番地、414〜424番地、426番地 435番地の２、436〜624番地 626番地〜867番地の2 867番地の7〜9・11〜18・20〜26 867番地の29〜33・35〜38・40〜41・43 867番地の50〜52・95〜210 868番地〜889番地の5、889番地の7〜1587番地 1589〜1594番地、1596〜2886番地 2891 〜2902番地、2911〜2926番地 2942〜2960番地 | 横浜市立菅田の丘小学校 | 横浜市立菅田中学校   |
| 2978番地、2979番地 | 横浜市立羽沢小学校     | 横浜市立菅田中学校   |
| 349〜387番地、399〜400番地、408番地 410〜413番地、425番地 427番地〜435番地の1、435番地の3〜終り 867番地の3〜6・10・19・27・28・34・39・42 867番地の44〜49・53〜94、889番地の6 1588番地、1595番地 | 横浜市立東本郷小学校   | 横浜市立東鴨居中学校 |
| 2887〜2890番地、2903〜2910番地 2927〜2941番地、2961〜2977番地まで | 横浜市立神大寺小学校   | 横浜市立六角橋中学校 |

## 寺社
- 最勝寺
- 専称寺
- 神明社
- 杉山神社

## その他

### 日本郵便
- 郵便番号 : 221-0864[3]（集配局：神奈川郵便局[28]）

### 警察
町内の警察の管轄区域は以下の通りである。
| 番・番地等        | 警察署       | 交番・駐在所 |
| ----------------- | ------------ | ------------ |
| 2978番地 2979番地 | 神奈川警察署 | 羽沢交番     |
| その他            | 神奈川警察署 | 菅田交番     |